# Relaciones Arabia Saudí-España
Las relaciones Arabia Saudí-España son las relaciones bilaterales entre el Reino de Arabia Saudí y el Reino de España. Arabia Saudí tiene una embajada en Madrid y un consulado general en Málaga. España tiene una embajada en Riad.

## Relaciones diplomáticas
Las relaciones entre ambos se han caracterizado tradicionalmente por ser cordiales, marcadas por una tradicional simpatía y amistad entre las dos casas reales. Tras la independencia de los reinos precursores de Arabia Saudí en 1902 del Imperio Otomano, España no mantuvo relaciones oficiales con el nuevo país, reconociendo a las autoridades otomanas como las únicas legítimas del territorio. Al acabar la I Guerra Mundial, y tras la constitución del nuevo reino de Arabia Saudí en 1932, España siguió sin establecer relaciones oficiales con el nuevo Estado, aunque ya lo reconoció oficialmente. No sería hasta febrero de 1957, tras la visita del rey Saud a Madrid al general Franco, cuando ambos países desarrollarían relaciones diplomáticas plenas.
El rey de España es el principal activo de las relaciones de España con este país. Prueba de ello fue el trato preferente dado a Juan Carlos I en Arabia Saudí durante sus últimas visitas oficiales en 2006 y 2008. A lo anterior, hay que añadir la simpatía e interés que los saudíes muestran por el pasado árabe de España, muy presente en el imaginario colectivo y recordado en forma de nombres alusivos a dicho pasado en numerosas calles, edificios y establecimientos de todo tipo en este país. El apoyo de Arabia Saudí a España durante la celebración de la Copa del Mundo de Fútbol Masculino en 2010 mostró también la buena percepción que tiene este país de la sociedad española.

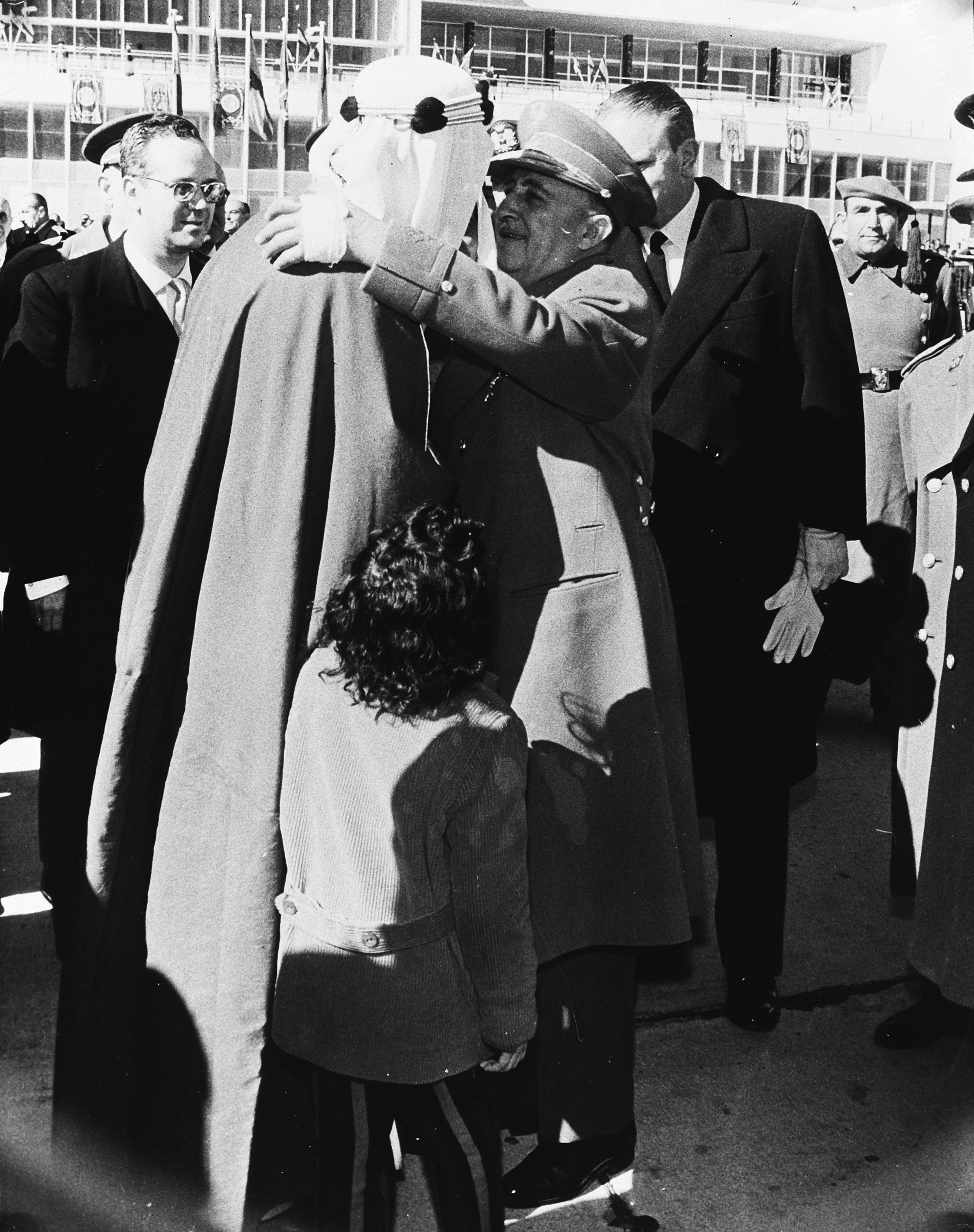
El rey de Arabia Saudita Saúd bin Abdulaziz junto al dictador español Francisco Franco durante una visita a Madrid en 1962.

También cabe subrayar la importancia del turismo saudí en España, como vehículo de acercamiento entre ambas sociedades. Se trata de un turismo de calidad, con personas de altos ingresos que han seguido el ejemplo del rey Fahd y de otros miembros de la Familia Real como el príncipe Salman, Gobernador de Riad. Con motivo de la citada visita real (abril de 2006) se firmó un acuerdo para institucionalizar los contactos políticos.

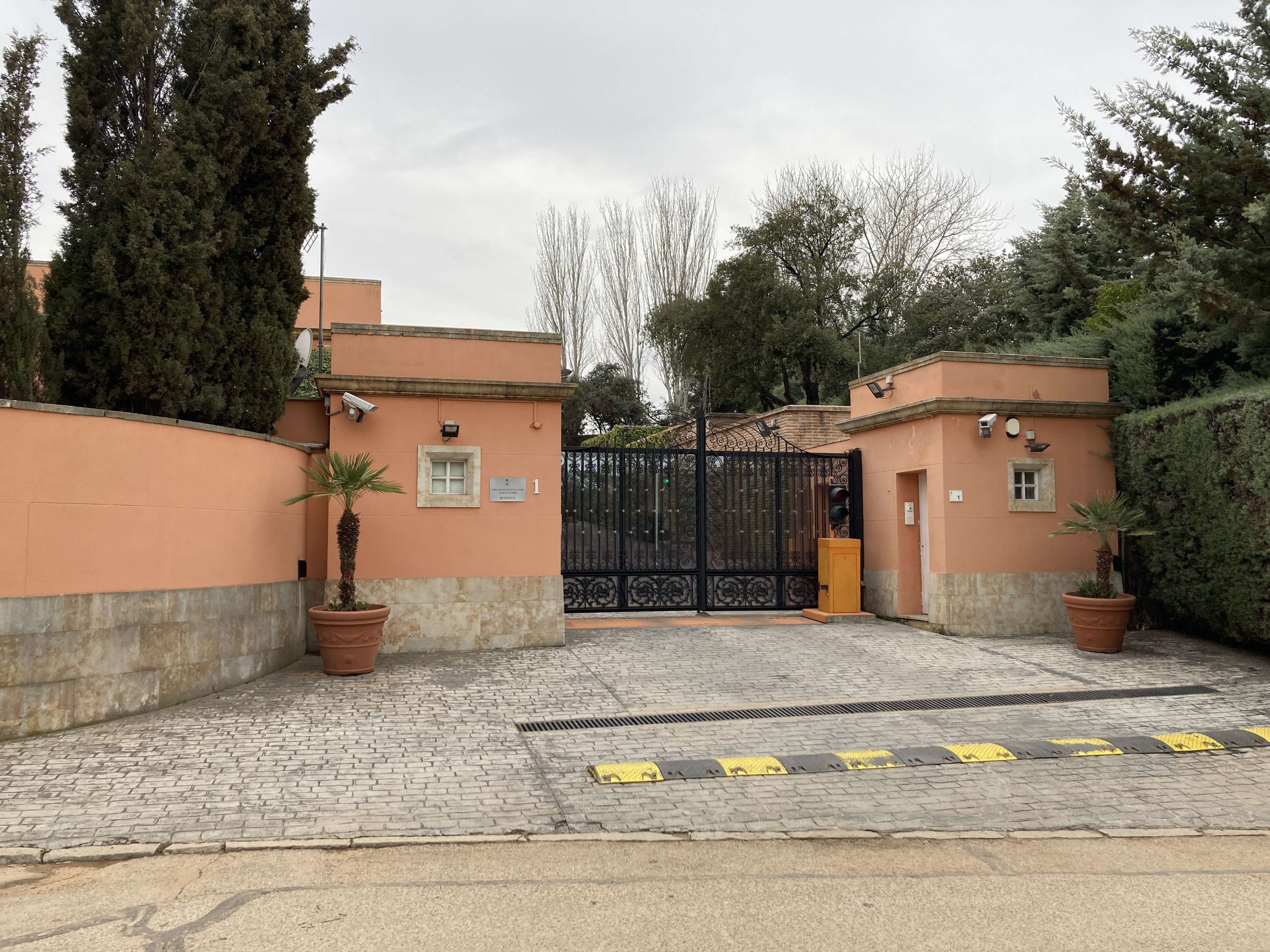
Residencia del embajador de Arabia Saudí en Alcobendas

## Relaciones económicas
España batió un récord en la venta de armamento a Arabia Saudí el año en que estalló la guerra de Yemen. Los datos oficiales reflejan que 2015, el ejercicio en que se firmó también la polémica venta de 400 bombas que finalmente se entregarán a Riad, registró operaciones mucho más jugosas con la monarquía saudí. Las exportaciones a ese país representaron un 14% del total y prácticamente duplicaron (crecieron un 86%) las cifras de 2014. Aunque las empresas españolas destinan su producción principalmente a Estados de la UE y de la OTAN, las ventas al Estado de la península arábiga y a otros de dudosa reputación en derechos humanos se han disparado en los últimos años.
Las relaciones económicas entre Arabia Saudí y España han conocido una mayor profundización en los últimos tiempos aunque siguen estando lejos de su potencial, según el Ministerio de Asuntos Exteriores y Cooperación de España. Muestra de ello es que los flujos de inversión directa registrados siguen siendo muy reducidos en ambas direcciones.
Sin embargo, la reciente adjudicación del proyecto de Alta Velocidad Meca-Jeddah-Medina al consorcio hispano-saudí Al Shoula Group,
participado por una serie de empresas españolas públicas y privadas como RENFE, Adif, TALGO, OHL, COPASA, COBRA, CONSULTRANS, IMATHIA, INABENSA y GINOVART, DI-METRONIC e INDRA, en octubre de 2011, por un importe de 7.000 millones de euros, constituye un hito en dichas relaciones y una oportunidad para demostrar el buen quehacer de las empresas españolas en el sector de las infraestructuras.
El contrato, firmado en Riad, en enero de 2012, implica el diseño, la construcción, la explotación y el mantenimiento de la línea y de los trenes
durante un periodo de doce años. La línea tendrá 450 km de longitud y dará servicio a más de 160.000 peregrinos al día.
Las buenas relaciones económicas entre ambos países, en particular la venta de armas, ha generado críticas debido al carácter dictatorial de Arabia Saudí y su involucración en guerras de países del entorno árabe como la Guerra Civil Yemení.